# بروك هارمان
بروك هارمان (بالإنجليزية: Brooke Harman)‏ هي ممثلة أسترالية وأمريكية، ولدت في 18 أغسطس 1985 بمقاطعة أورانج في الولايات المتحدة.

## وصلات خارجية
- بروك هارمان على موقع IMDb (الإنجليزية)
- بروك هارمان على موقع ألو سيني (الفرنسية)
- بروك هارمان على موقع أول موفي (الإنجليزية)
- بروك هارمان على موقع قاعدة بيانات الأفلام السويدية (السويدية)
- بروك هارمان على موقع قاعدة بيانات الفيلم (الإنجليزية)
- بروك هارمان على موقع كينوبويسك (الروسية)